# شهرستان هنکاک (ایلینوی)
شهرستان هنکاک، (به انگلیسی: Hancock County) شهرستانی در ایالت ایلی‌نوی ایالات متحده آمریکا و بر طبق سرشماری ۲۰۱۰ این شهرستان ۱۹۱۰۴ نفر جمعیت داشته‌است. رشد جمعیت این شهرستان از ۲۰۰۰ تا ۲۰۱۰، حدود ۵٫۱ درصد رشد منفی بوده‌است
طبق سرشماری ۲۰۱۰، مساحت این شهرستان ۲۱۰۹٫۳ کیلومتر مربع وسعت داشته که از این مقدار ۲٫۵۴ درصد آب و ۹۷٫۴۶ درصد خشکی می‌باشد.
این شهرستان در ۱۸۲۵ از شهرستان پیک جدا شد. این شهرستان نام خود را از جمیز هنکاک یکی از امضا کنندگان اعلامیه استقلال ایالات متحده آمریکا، گرفته‌است.

## همسایگان و راه‌ها
همسایگان این شهرستان عبارتند از:
- شمال:
- شمال‌شرق: شهرستان هندرسون
- شرق: شهرستان مکدوناگ
- جنوب‌شرق: شهرستان شویلر
- جنوب: شهرستان آدامز
- جنوب‌غرب: شهرستان لوییس، میزوری
- غرب: شهرستان کلارک، میزوری
- شمال‌غرب: شهرستان لی، آیووا

راه‌های اصلی این شهرستان:
1. بزرگراه ۱۳۶ ایالات متحده
2. جاده ۹ ایلی‌نوی
3. جاده ۶۱ ایلی‌نوی
4. جاده ۹۴ ایلی‌نوی
5. جاده ۹۶ ایلی‌نوی
6. جاده ۳۳۶ ایلی‌نوی

## شهرها
- آگوستا، ایلی‌نوی
- الواستن، ایلی‌نوی
- باسکو، ایلی‌نوی
- بنتلی، ایلی‌نوی
- بوون، ایلی‌نوی
- پلیموس، ایلی‌نوی
- پونتوسوک، ایلی‌نوی
- دالاس سیتی، ایلی‌نوی
- فریس، ایلی‌نوی
- فونتاین گرین، ایلی‌نوی
- کارتیج، ایلی‌نوی، مرکز شهرستان
- لاهارپ، ایلی‌نوی
- همیلتون، ایلی‌نوی
- ورسا، ایلی‌نوی
- وست پوینت، ایلی‌نوی